# Izabela Grabowska
Izabela Grabowska , född 1776, död 1858, var en polsk adelskvinna. 
Hon var officiellt dotter till Jan Jerzy Grabowski och Elżbieta Szydłowska, men betraktades som dotter till kung Stanisław II August Poniatowski. Hennes mor hade ett förhållande med kungen när hon föddes, och sägs sedan ha gift sig med honom morganatiskt i hemlighet. Hon gifte sig 1795 med Walenty Faustyn Sobolewski.  
Enligt Natalia Kickas dagbok gav sobolewskierna under åren 1803–1804 skydd åt den framtida kungen av Frankrike, Ludvig XVIII, under hans exil. Efter etableringen av hertigdömet Warszawa blev Izabelas make medlem av den första styrande kommissionen som inrättades genom ett dekret av den franske kejsaren Napoleon I. På den tiden besökte Izabela ofta baler som anordnades för att hedra kejsaren. Hon förde också många års korrespondens med hans polska älskarinna Maria Walewska. 
I maj 1829, före kröningen av den ryske kejsaren Nicolaus I och hans hustru Aleksandra Fjodorovna som kung och drottning av Polen, organiserade Sobolewski-makarna mottagningar för representanter för aristokratin och intelligentian i kungariket Polen vid guvernörens palats i Krakowskie Przedmieście. Den 18 maj 1829 deltog Izabela Sobolewska i en fest till kejsarens ära på det kungliga slottet i Warszawa, där hon utsågs till kejsarinnans hedershovdam. 